# Kościół Matki Bożej Bolesnej w Białej
Kościół Matki Bożej Bolesnej w Białej – katolicki kościół filialny zlokalizowany we wsi Biała w gminie Dobrzany, w powiecie stargardzkim (województwo zachodniopomorskie). Należy do parafii św. Anny w Długiem.

## Historia i architektura
Wzniesiony z kamieni narzutowych i cegły, utrzymany w stylu gotyckim kościół został zbudowany pod koniec wieku XV. Sytuowany jest na planie prostokąta. W XIX wieku bryła kościoła została wydłużona w kierunku zachodnim o siedem metrów, wówczas też przemurowano z cegły okna, nadając im kształt ostrołukowy. Portal ostrołukowy, umieszczony w ścianie południowej, zachował swój pierwotny kształt. Szczyt wschodni, murowany z cegły, zdobiony jest blendami i sterczynami. Obok kościoła znajduje się wolnostojąca dzwonnica z dzwonem z 1925 roku oraz pomnik ku czci poległych w I wojnie światowej.
Wewnątrz kościoła zachowały się XVI-wieczne ambona i chrzcielnica, wykonane w stylu manierystycznym.
Po 1945 roku kościół uległ dewastacji, po remoncie został konsekrowany jako świątynia katolicka w dniu 6 czerwca 1954 roku.